# New York confidentiel
Ne doit pas être confondu avec New York Confidential.
Pour plus de détails, voir Fiche technique et Distribution.
New York confidentiel (New York Confidential) est un film américain réalisé par Russell Rouse, sorti en 1955, avec Broderick Crawford, Anne Bancroft, Richard Conte, J. Carrol Naish, Marilyn Maxwell et Mike Mazurki dans les rôles principaux. Il s'agit d'une adaptation du roman New York: Confidential! de Jack Lait (en) et Lee Mortimer (en).

## Synopsis
Installé à Chicago comme tueur à gages, Nick Magellan (Richard Conte) est appelé à New York par Charlie Lupo (Broderick Crawford), un puissant homme d'affaires corrompu qui dirige le lucratif syndicat du crime de Manhattan. Lors d'un règlement de comptes, trois des hommes de main de Lupo laissent de trop nombreuses traces de leurs passages. Pour se couvrir, Lupo charge Magellan de les éliminer. En parallèle à cette mission, Lupo lui demande de surveiller Katherine (Anne Bancroft), sa fille. Magellan tombe amoureux de la jeune femme et rate sa mission, mettant Lupo dans une situation délicate.

## Fiche technique
- Titre : New York confidentiel
- Titre original : New York Confidential
- Réalisation : Russell Rouse
- Assistant réalisateur : James W. Lane
- Scénario : Clarence Greene et Russell Rouse d'après le roman New York: Confidential! de Jack Lait (en) et Lee Mortimer (en)
- Photographie : Eddie Fitzgerald
- Musique : Joseph Mullendore
- Montage : Grant Whytock
- Direction artistique : Fernando Carrere
- Décors : Joseph W. Holland
- Producteur : Clarence Greene et Edward Small
- Société de production : Edward Small Productions
- Société de distribution : Warner Bros.
- Pays de production : États-Unis
- Format : Noir et blanc
- Genre cinématographique : Film noir, film policier, drame
- Durée : 88 minutes
- Dates de sortie :
  - États-Unis : 18 février 1955
  - France : 22 juillet 1955

## Distribution
- Broderick Crawford : Charlie Lupo
- Richard Conte : Nick Magellan
- Marilyn Maxwell : Iris Palmer
- Anne Bancroft : Katherine Lupo
- J. Carrol Naish : Ben Dagajanian
- Onslow Stevens : Johnny Achilles
- Barry Kelley : Robert Frawley
- Mike Mazurki : Arnie Wendler
- Celia Lovsky : Mama Lupo
- Herbert Heyes : James Marshall
- Steven Geray : Morris Franklin
- William Bill Phillips : Whitey
- Henry Kulky : Gino
- Nestor Paiva : Martinelli
- Joseph Vitale : Batista
- Carl Milletaire : Sumak
- William Forrest : Paul Williamson
- Ian Keith : Waluska
- Charles Evans : juge Kincaid
- Mickey Simpson (en) : Leon Hartmann
- Tom Powers : Procureur de district Rossi
- Lee Trent : Ferrari
- Leonard Bremen : Larry
- John Doucette : Shorty
- Frank Ferguson : Dr Ludlow
- Hope Landin : Mme Wesley
- Fortunio Bonanova : un monsieur

Et, parmi les acteurs et actrices non crédités :
- Ralph Clanton (en)
- Dorothy Granger (en)
- Don C. Harvey (en)
- Tyler McVey (en)
- Charles Meredith
- Meg Myles (en)
- Marshall Reed
- Frank Richards
- Michael Ross
- George E. Stone

## À noter
- Il s'agit d'une adaptation du roman New York: Confidential! des écrivains et journalistes américains Jack Lait (en) et Lee Mortimer (en).
- En 1959, la série télévisée New York Confidential (en) s'inspire du roman et du film.